# Discographie des Backstreet Boys
 (juillet 2025).

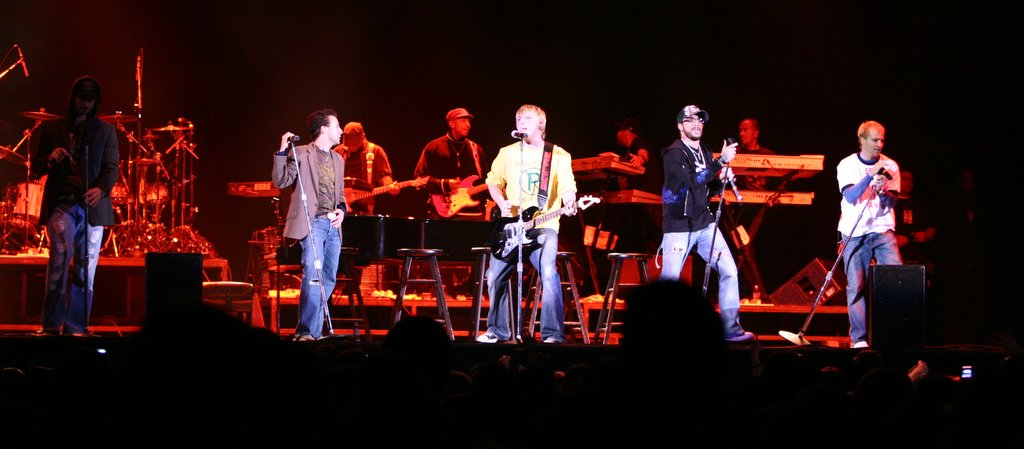
Backstreet Boys

La discographie détaillée des Backstreet Boys, groupe pop américain, depuis sa création en 1993.

## Albums

### Albums studios
| Backstreet Boys                                                   | - Sortie: 6 mai 1996 - Label: Jive - Format: CD, cassette, LP, MiniDisc                       | — | 6  | 1  | 1 | 5  | 1  | 54 | 7  | 7  | 1 | 12 | - ARIA: Platine - BPI: Or - BVMI: Platine - IFPI AUT: 3 × Platine - IFPI EUR: 3 × Platine - IFPI FIN: Or - IFPI SWE: Platine - IFPI SWI: 3 × Platine - MC: Diamant                     | - FIN: 21,930 - Monde : 10,000,000                                                     |
| Backstreet's Back                                                 | - Sortie: 11 août 1997 - Label: Jive - Format: CD, cassette, MiniDisc                         | — | 2  | 1  | 1 | 1  | 1  | 23 | 1  | 1  | 1 | 2  | - ARIA: 5× Platine - BPI: 2 × Platine - BVMI: 2 × Platine - IFPI AUT: Platine - IFPI EUR: 5× Platine - IFPI FIN: Platine - IFPI SUE: 2 × Platine - IFPI SUI: 2 × Platine - MC: Diamant | - CAN: 1,048,000[réf. nécessaire] - FIN: 49,334 - World: 22,000,000                    |
| Backstreet Boys                                                   | - Sortie: 12 août 1997 - Label: Jive - Format: CD, cassette, LP, MiniDisc                     | 4 | —  | —  | — | —  | —  | —  | —  | —  | — | —  | - RIAA: 14× Platine | - US: 10,113,000                                                                       |
| Millennium                                                        | - Sortie: 18 mai 1999 - Label: Jive - Format: CD, cassette, MiniDisc                          | 1 | 2  | 1  | 1 | 1  | 1  | 6  | 1  | 1  | 1 | 2  | - RIAA: 13× Platine - ARIA: 3 × Platine - BPI: Platine - BVMI: 3x Or - IFPI AUT: Or - IFPI EUR: 2 × Platine - IFPI FIN: Platine - IFPI SWE: Platine - IFPI SWI: Platine - MC: Diamant  | - US: 12,119,000 - CAN: 1,073,000 - FIN: 42,525 - JPN: 1,000,000 - Monde : 32,000,000, |
| Black & Blue                                                      | - Sortie: 21 novembre 2000 - Label: Jive - Format: CD, cassette, MiniDisc                     | 1 | 2  | 3  | 1 | 2  | 1  | 3  | 2  | 3  | 1 | 13 | - RIAA: 8× Platine - ARIA: Platine - BPI: Or - BVMI: 3x Or - IFPI AUT: Or - IFPI FIN: Or - IFPI SWE: Platine - IFPI SWI: Platine                                                       | - US: 5,422,000 - FIN: 26,601 - Mone: 15,000,000                                       |
| Never Gone                                                        | - Sortie: 14 juin 2005 - Label: Jive - Format: CD, cassette, téléchargement                   | 3 | 6  | 4  | 2 | 5  | 1  | 3  | 3  | 3  | 3 | 11 | - RIAA: Platine - ARIA: Or - BPI: Or - BVMI: Or - IFPI SWI: Or - MC: Platine - RIAJ: 2 × Platine                                                                                       | - US: 759,000 - JPN: 750,000 - Monde : 3,000,000,                                      |
| Unbreakable                                                       | - Sortie: 20 octobre 2007 - Label: Jive - Format: CD, téléchargement                          | 7 | 25 | 21 | 2 | 27 | 4  | 1  | 10 | 28 | 6 | 21 | - MC: Or - RIAJ: Platine | - US: 199,000 - JPN: 300,000 - Monde: 1,700,000                                        |
| This Is Us                                                        | - Sortie: 6 octobre 2009 - Label: Jive - Format: CD, téléchargement                           | 9 | 35 | 47 | 3 | 24 | 10 | 2  | 5  | 17 | 9 | 39 | - RIAJ: Platine | - US: 98,000                                                                           |
| In a World Like This                                              | - Sortie: 30 juillet 2013 - Label: K-BAHN, BMG Rights Management - Format: CD, téléchargement | 5 | 30 | 8  | 2 | 14 | 3  | 4  | 1  | 25 | 1 | 16 | |                                                                                        |
| "—" signifie que l'album n'a pas été classé dans le pays indiqué. |                                                                                               |   |    |    |   |    |    |    |    |    |   |    | |                                                                                        |

### Albums live
| Titre                                | Détails                                                | Meilleure position |
| Titre                                | Détails                                                | SUE                |
| ------------------------------------ | ------------------------------------------------------ | ------------------ |
| A Night Out with the Backstreet Boys | - Sortie : 17 novembre 1998 - Label: Jive - Format: CD | 24                 |

### Compilations
| Greatest Hits – Chapter One                                       | - Sortie : 30 octobre 2001 - Label: Jive - Format: CD, cassette, Mini Disc               | 4 | 32 | 6 | 1 | 27 | 4 | 1 | 9 | 13 | 10 | 5 | - RIAA: Platine - ARIA: Or - BPI: Platine - BVMI: Or - IFPI EUR: Platine - IFPI SWE: Or - IFPI SWI: Or - RIAJ: Million | - US: 1,834,000 - Monde : 6,000,000 |
| Playlist: The Very Best of Backstreet Boys                        | - Sortie: January 26, 2010 - Label: Legacy Recordings, Jive - Format: CD, téléchargement | — | —  | — | — | —  | — | — | — | —  | —  | — | |                                     |
| "—" signifie que l'album n'a pas été classé dans le pays indiqué. |                                                                                          |   |    |   |   |    |   |   |   |    |    |   | |                                     |

## Singles
| We've Got It Goin' On                                             | 1995 | 69 | 74 | 3  | 15 | 4   | 5  | 36 | 14 | 3  | 3   | - BVMI: Or - IFPI AUT: Or                                                                                       | Backstreet Boys             |
| I'll Never Break Your Heart                                       | 1995 | 35 | 10 | 5  | 47 | 5   | 3  | 11 | 7  | 2  | 8   | - ARIA: Or - BVMI: Or                                                                                           | Backstreet Boys             |
| Get Down (You're the One for Me)                                  | 1996 | —  | 44 | 4  | 6  | 5   | 3  | 34 | 17 | 7  | 14  | - BVMI: Or | Backstreet Boys             |
| Quit Playing Games (with My Heart)                                | 1996 | 2  | 27 | 1  | 3  | 1   | 7  | 27 | 15 | 1  | 2   | - RIAA: Platine - BPI: Argent - BVMI: Platine - IFPI AUT: Or                                                    | Backstreet Boys             |
| Anywhere for You                                                  | 1997 | —  | —  | 7  | 6  | 3   | 7  | —  | 18 | 3  | 4   | - BVMI: Or | Backstreet Boys             |
| Everybody (Backstreet's Back)                                     | 1997 | 4  | 3  | 2  | 2  | 2   | 5  | 6  | 4  | 2  | 3   | - RIAA: Platine - ARIA: Platine - BPI: Argent - BVMI: Or - IFPI SWE: 2× Platine                                 | Backstreet's Back           |
| As Long as You Love Me                                            | 1997 | —  | 2  | 2  | 2  | 3   | 5  | 1  | 4  | 4  | 3   | - ARIA: 2× Platine - BPI: Or - BVMI: Platine - IFPI SWE: Platine                                                | Backstreet's Back           |
| All I Have to Give                                                | 1998 | 5  | 4  | 4  | 3  | 8   | 7  | 3  | 6  | 8  | 2   | - RIAA: Platine - ARIA: Platine - BPI: Argent - IFPI SWE: Or                                                    | Backstreet's Back           |
| I Want It That Way                                                | 1999 | 6  | 2  | 1  | 1  | 1   | 1  | 1  | 2  | 1  | 1   | - ARIA: Platine - BPI: Or - BVMI: Platine - IFPI AUT: Or - IFPI SWE: 2× Platine - IFPI SWI: Or - RIANZ: Platine | Millennium                  |
| Larger than Life                                                  | 1999 | 25 | 3  | 15 | 4  | 5   | 6  | 11 | 4  | 10 | 5   | - ARIA: Platine - IFPI SWE: Or - RIANZ: Or                                                                      | Millennium                  |
| Show Me the Meaning of Being Lonely                               | 1999 | 6  | 19 | 8  | 1  | 3   | 2  | 2  | 2  | 2  | 3   | - ARIA: Or - BPI: Argent - BVMI: Or - IFPI SWE: Platine                                                         | Millennium                  |
| The One                                                           | 2000 | 30 | 41 | 25 | 4  | 15  | 21 | 15 | 25 | 19 | 8   | | Millennium                  |
| Shape of My Heart                                                 | 2000 | 9  | 5  | 4  | 1  | 2   | 3  | 1  | 1  | 1  | 4   | - ARIA: Platine - BVMI: Or - IFPI SWE: Platine - RIANZ: Or                                                      | Black & Blue                |
| The Call                                                          | 2001 | 52 | 19 | 23 | —  | 17  | 9  | 19 | 5  | 30 | 8   | | Black & Blue                |
| More than That                                                    | 2001 | 27 | 25 | 27 | —  | 25  | 28 | 29 | 11 | 28 | 12  | | Black & Blue                |
| Drowning                                                          | 2001 | 28 | 49 | 9  | 11 | 11  | 13 | 27 | 3  | 13 | 4   | | Greatest Hits – Chapter One |
| Incomplete                                                        | 2005 | 13 | 1  | 6  | —  | 3   | 4  | 12 | 9  | 3  | 8   | - RIAA: Or - ARIA: Platine                                                                                      | Never Gone                  |
| Just Want You to Know                                             | 2005 | 70 | 22 | 22 | —  | 20  | 27 | —  | 28 | 29 | 8   | | Never Gone                  |
| Crawling Back to You                                              | 2006 | —  | —  | —  | —  | —   | —  | —  | —  | —  | —   | | Never Gone                  |
| I Still...                                                        | 2006 | —  | 16 | 47 | —  | 45  | 78 | —  | 35 | 56 | —   | | Never Gone                  |
| Inconsolable                                                      | 2007 | 86 | 43 | 31 | 68 | 17  | 38 | —  | 22 | 8  | 24  | | Unbreakable                 |
| Helpless When She Smiles                                          | 2008 | —  | —  | —  | —  | 34  | 83 | 34 | —  | —  | —   | | Unbreakable                 |
| Straight Through My Heart                                         | 2009 | —  | 54 | 45 | 19 | 22  | —  | —  | 10 | 30 | 72  | | This Is Us                  |
| Bigger                                                            | 2010 | —  | —  | —  | —  | —   | —  | —  | —  | —  | —   | | This Is Us                  |
| Don't Turn Out the Lights                                         | 2011 | —  | —  | —  | 46 | —   | —  | —  | —  | —  | —   | | NKOTBSB                     |
| It's Christmas Time Again                                         | 2012 | —  | —  | —  | —  | —   | —  | —  | —  | —  | —   | | Non-album single            |
| In a World Like This                                              | 2013 | —  | —  | —  | —  | 100 | —  | —  | —  | —  | 155 | | In a World Like This        |
| Show 'Em (What You're Made Of)                                    | 2013 | —  | —  | —  | —  | —   | —  | —  | —  | —  | —   | | In a World Like This        |
| "—" signifie que l'album n'a pas été classé dans le pays indiqué. |      |    |    |    |    |     |    |    |    |    |     | |                             |

Notes
- A [72] Interprétation par Backstreet Boys et New Kids on the Block.

## Autres titres
| That's the Way I Like It                                            | 1998 | 23 | —  | Backstreet's Back     |
| Friends Never Say Goodbye (with Elton John)                         | 2000 | —  | 50 | The Road to El Dorado |
| "—" signifie que le single n'a pas été classé dans le pays indiqué. |      |    |    |                       |

## Vidéographie

### VHS et DVD
| Titre                                | Détails                                                        | Certifications                   |
| ------------------------------------ | -------------------------------------------------------------- | -------------------------------- |
| The Video                            | - Edition: 24 mars 1998 - Label: Zomba - Format: VHS           | - MC: Diamant - BVMI: 4× Platine |
| Live in Concert                      | - Edition: 24 mars 1998 - Label: Jive - Format: VHS            | - MC: Diamant - BVMI: Platine    |
| All Access Video                     | - Edition: 2 juin 1998 - Label: Jive - Formats: VHS, DVD       | - RIAA: 6× Platine               |
| Behind the Scenes                    | - Edition: 22 septembre 1998 - Label: Jive - Formats: VHS      | - BVMI: Platine                  |
| A Night Out with the Backstreet Boys | - Edition: 17 novembre 1998 - Label: Jive - Formats: VHS, DVD  | - RIAA: 3× Platine               |
| Homecoming: Live in Orlando          | - Edition: 27 avril 1999 - Label: Jive - Formats: VHS, DVD     | - RIAA: 3× Platine               |
| Backstreet Stories                   | - Edition: 21 juin 1999 - Label: A.M. - Formats: VHS, DVD      |                                  |
| Standing Room Only                   | - Edition: 22 février 2000 - Label: Jive - Formats: VHS        |                                  |
| Around the World                     | - Edition: 11 septembre 2001 - Label: Jive - Formats: VHS, DVD | - RIAA: Platine                  |
| The Hits                             | - Edition: 2001 - Label: Jive - Formats: VHS, DVD              | - RIAA: Platine                  |
| Never Gone: The Videos               | - Edition: 13 décembre 2005 - Label: Jive - Formats: DVD       |                                  |

### Clips vidéo
| Titre                               | Année | Réalisateur(s)                 |
| ----------------------------------- | ----- | ------------------------------ |
| We've Got It Goin' On               | 1995  | Lionel C. Martin               |
| I'll Never Break Your Heart         | 1995  | Lionel C. Martin               |
| Get Down (You're the One for Me)    | 1996  | Alan Calzatti                  |
| Quit Playing Games (with My Heart)  | 1996  | Kai Sehr                       |
| Anywhere for You                    | 1997  | Lionel C. Martin               |
| Everybody (Backstreet's Back)       | 1997  | Joseph Kahn                    |
| As Long as You Love Me              | 1997  | Nigel Dick                     |
| All I Have to Give                  | 1998  | Nigel Dick                     |
| I Want It That Way                  | 1999  | Wayne Isham                    |
| Larger than Life                    | 1999  | Joseph Kahn                    |
| Show Me the Meaning of Being Lonely | 1999  | Stuart Gosling                 |
| The One                             | 2000  | Chris Hafner, Kevin Richardson |
| Shape of My Heart                   | 2000  | Matthew Rolston                |
| The Call                            | 2001  | Francis Lawrence               |
| "More than That"                    | 2001  | Marcus Raboy                   |
| Drowning                            | 2001  | Nigel Dick                     |
| Incomplete                          | 2005  | Joseph Kahn                    |
| Just Want You to Know               | 2005  | Marc Klasfeld                  |
| I Still...                          | 2006  | Matt McDermitt                 |
| Inconsolable                        | 2007  | Ray Kay                        |
| Helpless When She Smiles            | 2008  | Bernard Gourley                |
| Straight Through My Heart           | 2009  | Kai Regan                      |
| Bigger                              | 2010  | Frank Borin                    |
| It's Christmas Time Again           | 2012  |                                |
| In a World Like This                | 2013  | Don Tyler                      |
| Show 'Em (What You're Made Of)      | 2013  | Jon Vulpine                    |